# 癸二酸二丁酯
癸二酸二丁酯（DBS）是一個有機化學產物，是癸二酸的二正丁醇酯衍生物。其主要用途是作為塑化劑的塑料生產中，即醋酸丁酸纖維素，醋酸丙酸纖維素，乙基纖維素，聚乙烯醇縮丁醛，聚氯乙烯，聚苯乙烯，和許多合成橡膠（尤其是丁腈橡膠和氯丁橡膠）和其他塑料。它可以被用於食品包裝行業中使用的塑料，醫療服務中的塑料，以及用於藥物的應用，例如作為塑化劑的薄膜包衣囊劑、串珠、和顆粒劑。[2]，它也可以用來作為剃須洗劑中的潤滑劑；非酒精飲料、冰淇淋、冰、糖果和烘烤食品中的調味料添加劑。它在低溫下提供了優越的性能和良好的耐油性。其他名稱包括Morflex，Kodaflex，polycizer，Proviplast1944和PX404。癸二酸二丁酯也被用來作為一個魚雷組單元的脫敏劑的推進劑燃料名為奧托II。